# Wahlsdorf (Dahme/Mark)
Wahlsdorf ist ein Ortsteil der amtsangehörigen Stadt Dahme/Mark im brandenburgischen Landkreis Teltow-Fläming. Er liegt etwa 80 Kilometer südlich von Berlin und hat zusammen mit dem bewohnten Gemeindeteil Liepe etwa 350 Einwohner.

## Lage
Das Dorf liegt nordwestlich des Stadtzentrums und grenzt damit nordwestlich an den Wohnplatz Charlottenfelde der Stadt Baruth/Mark sowie den Baruther Ortsteil Petkus im Nordwesten. Östlich grenzt mit Buckow ein weiterer Ortsteil von Dahme/Mark an. Südlich liegt der weitere Ortsteil Heinsdorf, westlich liegt der Ortsteil Schlenzer der Gemeinde Niederer Fläming.

## Geschichte

### 13. bis 15. Jahrhundert

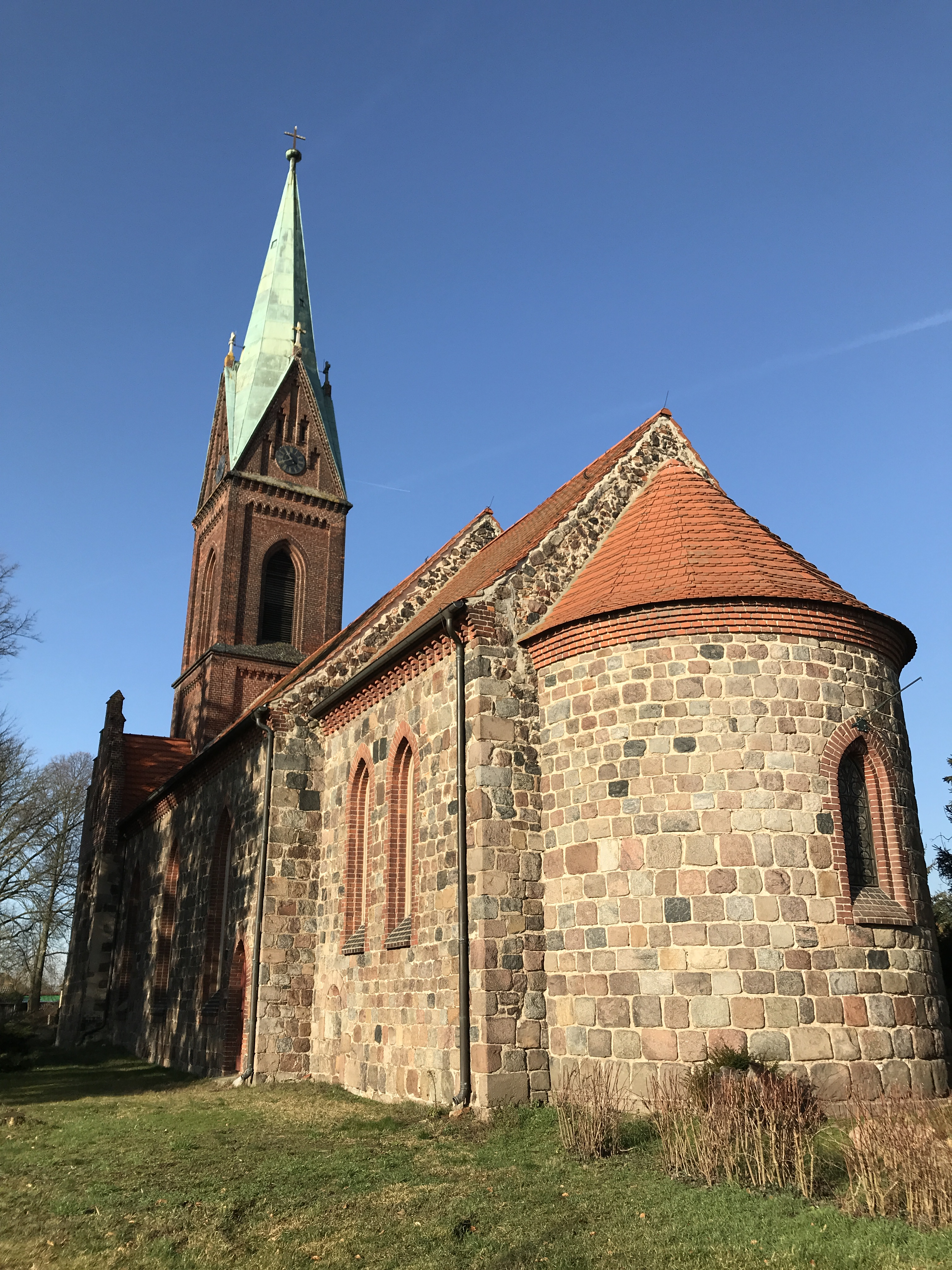
Dorfkirche Wahlsdorf

Wahlsdorf wurde 1229 erstmals als Angerdorf ville Walistrop urkundlich erwähnt. In dieser Zeit entstand im 13. Jahrhundert eine Dorfkirche, zunächst bestehend nur aus einer Apsis und einem Kirchenschiff. Das Dorf war zu dieser Zeit im unmittelbaren Besitz des Bistums Magdeburg, gelangte im Jahr 1342 als Walingestorf in den Pfandbesitz der Gebrüder Krull und von dort bis zum Jahr 1450 an die Gebrüder Lindwurm. Für eine kurze Zeit, von 1450 bis 1466 erschienen die von Schlieben als neue Lehnsherren, anschließend bis 1532 die Gebrüder Lindwurm und Gebrüder Rode, bevor von 1532 bis 1583 erneut die von Schlieben einen Großteil des Dorfes erhielten. Dieser umfasste 15 Hufen, die teilweise jedoch unbesetzt waren (1450), teilweise nur aus den Hebungen von diesen Hufen bestanden. Die Besitzer erhielten dabei von jeder Hufe vier Scheffel Roggen und vier Scheffel Hafer sowie von drei Höfen den Fleischzehnten (1466), im Jahr 1490 die Hebungen von einem Hof, der vier Hufen groß war. Zum Besitz gehörten weiterhin die Dienste des Richters sowie des Lehnmanns; hinzu kamen drei Hufner, drei Kossäten und der Krüger mit dem Dienst (1493) sowie die Ober- und Untergerichtsbarkeit und das Kirchenpatronat. Im Jahr 1493 erschien das Dorf in der Schreibweise Hans walestorpp (in Treuenbrietzen). Im Jahr 1584 wurde das Dorf aufgeteilt und neben der Familie von Schlieben erhielt die Familie von Hake eine Hälfte des Dorfes, bevor es 1597 unter der Herrschaft derer von Hake, und zwar unter Hans Friedrich I. von Hake-Stülpe-Genshagen, wiedervereinigt wurde. Neben den bereits erwähnten 15 Hufen waren in der Anfangszeit auch noch weitere Bürger am Dorf beteiligt. Der Bürger Arnold als Jüterbog erhielt bis 1229 die Hebungen von zwei Hufen, die sich auf ein Wispel gemischtes Getreide und sechs Scheffel, aber auch Geld beliefen. Hinzu kamen Geldhebungen aus einer Hofstelle. Diese Einnahmen gingen im Jahr 1229 an die Katharinenkirche in Jüterbog – ein 1221 geweihter Bau, der möglicherweise der Vorgängerbau von St. Nikolai war. Dem Bürger Gotz, ebenfalls aus Jüterbog, standen die Hebungen aus sechs Hufen zu. Diese beliefen sich offenbar auf vier Scheffel Roggen und vier Scheffel Hafer (1383) und fielen anschließend an den Landesherren bzw. das Amt. Gleiches geschah mit sechs Hufen, die vor 1389 bis nach 1399 einer Familie Mul (Moll) gehörten. Weitere 13 Hufen besaßen bis 1390 die von Wittenberg, danach die von Richenheim, bevor auch dieser Anteil an den Erzbischof fiel. Die Witwe Axen erhielt bis 1438 Hebungen, die sich ein Wispel Korn, „halb Roggen, halb Hafer“ beliefen. Sie gingen von 1438 bis nach 1466 an den Kellner des Erzbischofs, danach direkt an den Landesherren. Weitere elf Hufen gehörten von 1478 bis 1655 einem Bürger Heinrichsdorf aus Treuenbrietzen, der anschließend nach Jüterbog umzog und als Perlen- und Seidensticker in Berlin arbeitete. Die Hebungen von diesen elf Hufen beliefen sich im Jahr 1478 auf drei Scheffel Roggen und drei Scheffel Hafer je Hufe. Sechs von ihnen waren im Jahr 1504 freigewilligt; alle elf gingen im Jahr 1655 an den Rittmeister Junack und von dort im Jahr 1684 an die Familie von Flemming (bis 1718).

### 16. und 17. Jahrhundert
Um 1500 zahlten die Bewohner 2 1⁄2 Schock und 25 1⁄2 Groschen (gr) Steuer; im Jahr 1516 waren es 5 Rheinische Gulden (fl), die die Bewohner von Wahlstorff entrichten mussten. Die Schreibweise änderte sich und erschien in einem weiteren Steuerregister als wahelstorff im Jahr 1543 mit 4 fl 6 gr zum 50. Pfennig. In diesem Jahr zählten zum Leibgedinge der Frau von Schlieben ein Vorwerk, die Schäferei, der Richter sowie die Hebungen von fünf Einwohnern. Von diesen erhielt sie dreimal 10 Scheffel Roggen, 10 Scheffel Hafer, zweimal vier Scheffel Korn und vier Scheffel Hafer sowie von drei Einwohnern den Zehnten. Alle Steuerpflichtigen mussten ihr Dienste leisten. Wahlsdorf bestand im Jahr 1562 aus 21 Hauswirten; ebenso im Jahr 1584. Die Abgaben aller Bewohner betrugen im Jahr 1586 insgesamt 2 Taler 15 gr Pfennig (d) zum 70. Pfennig. Die Kirche besaß im Jahr 1562 zwei Pfarrhufen; der Pfarrer erhielt von der Familie von Schlieben vier Scheffel Roggen und vier Scheffel Hafer. Hinzu kamen vier Malter und acht Scheffel Roggen von den Hufnern sowie von jeder Hufe ein Scheffel. Der Küster erhielt 14 Scheffel 1 Viertel Roggen von der Familie von Schlieben und den Hufnern. Hinzu kamen acht Brote von den Kossäten.
Von 1635 bis 1815 gehörte der Ort zum sächsischen Amt Dahme. Eine Statistik aus dem Jahr 1642 berichtete von sieben Hufnern und sechs Kossäten, schränkte dies aber ein, dass die Angaben „wohl im Frieden!“, d. h. vor dem Dreißigjährigen Krieg ermittelt worden waren. Im Jahr 1675 übernahm der bereits erwähnte Rittmeister Junack den Ort. Ihm gehörten im Jahr 1686 insgesamt 17 Untertanen: elf Hufner einschließlich des Dorfschulzen, vier Kossäten und zwei Häusler. Die neun Bauern besaßen je 1 1⁄2 Hufen, auf die sie 16 1⁄2 Scheffel Aussaat ausbrachten; hinzu kam ein Scheffel im Garten. Die beiden Hufner besaßen ebenfalls 1 1⁄2 Hufen, allerdings zu 15 Scheffel Aussaat und 1 1⁄4 Scheffel im Garten. Die drei Kossäten brachten es auf fünf Scheffel; ein weiterer Kossät kam auf 8 1⁄2 Scheffel Aussaat. Die beiden Häusler besaßen lediglich ein „Häusgen“. Der Rittmeister selbst brachte ebenfalls 38 Scheffel Saat auf vier Sandhufen aus, ohne dass es ihn interessierte, zu wessen Gut sie gehörten. Weitere 2 1⁄2 Scheffel brachte er auf fünf wüst liegenden Höfen auf. Der Rittmeister besaß weiterhin ein Freigut mit einer Größe von elf Hufen, das er von der Familie von Flemming geerbt hatte.

### 18. Jahrhundert
Im Jahr 1715 bestand Wahlsdorf aus einem adeligen Gut und 27 Häusern. Kurz darauf, im Jahr 1718, kam es erneut zu einer Teilung des Dorfes. Die eine Hälfte ging einschließlich eines Anteils an der Ober- und Untergerichtsbarkeit sowie des Kirchenpatronats an die Familie von Thiele. Sie erhielt 42 Wispel Roggen, 20 Wispel Gerste, 16 Wispel Hafer, 8 Scheffel Heidekorn, 6 Scheffel Erbsen, 1 Scheffel Wicken, 3 Scheffel Leinsamen sowie 1 Scheffel Hirse Aussaat. Zum Besitz gehörten weiterhin 30 Stück Kühe, 600 Schafe, Schweinevieh, Wiesen zu 150 Fuder Heu, eine Brauerei, ein Garten sowie das Fischrecht. Die von Thiele erhielten den Besitz über elf Eineinhalbhufner, fünf Einhufner, drei Eineinhalbhufner und drei Büdner (1718). Ihr Anteil ging im Jahr 1747 an die hugenottische Adelsfamilie Le Duchat de Dorville über. Der zweite Anteil kam bis 1737 in den Besitz der Familie von Flemming, anschließen an bis 1748 an die von Thümen und danach ebenfalls an die Le Duchat de Dorville, die anschließend bis 1766 im Dorf herrschten; zuerst mit Gédéon (4.) le Duchat de Dorville (1676–1750). Nach einer kurzen Phase, in der die von Röbel das Dorf besaßen, übernahmen im Jahr 1776 der Quästor an der Friedrich-Wilhelms-Universität Berlin Herr Heinrich Philipp Freiherr von Medem-Wulckau und dessen Ehefrau Henriette, geborene von Winanko und Werthenstein, das Dorf. Auch Medems Nachfahren, Sohn und die beiden Enkel, erhielten die Berechtigung innerhalb der preußischen Staaten den Freiherrentitel zu tragen. Ein Jahr zuvor erschien erstmals die Schreibweise Wahlsdorf. Im Rittergut lebten im Jahr 1791 insgesamt sechs Hausleute oder Einlieger und ein Beamter; es wurden 16 Feuerstellen (=Haushalte) betrieben. Im Dorf siedelten mittlerweile 17 Bauern, drei Kossäten, zehn Büdner sowie ein Hausmann oder Einlieger. Es gab einen Müller, eine Schmiede und 33 Feuerstellen.
In dieser Zeit lebte in Wahlsdorf eine Familie Wernitz. Aus dieser stammte der 1791 im Ort geborene August Wernitz, er wurde später Gutsbesitzer im ostpreußischen Kreis Osterode, seine Enkel wurde geadelt, auch der spätere Generalleutnant Theodor von Wernitz.

### 19. Jahrhundert
Zu Beginn des neuen Jahrhunderts lebten im Jahr 1801 in Gut und Dorf insgesamt elf Ganzbauern, sechs Halbbauern, acht Büdner, ein Rademacher und ein Schmied. Es gab zwei Krüge und eine Windmühle. Die Bewohner schlugen 900 Morgen Holz. Wahlsdorf war mittlerweile auf 31 Bauer- und 31 Lehnhufen angewachsen; es gab 49 Feuerstellen. Drei Jahre später kam es zu einem erneuten Besitzerwechsel, als der Freiherr von Grotthus für ein knappes Jahr im Ort herrschte. Nach den von Stutterheim, vertreten von 1805 bis 1809 durch den späteren Oberstleutnant Friedrich von Stutterheim, kam von 1812 für drei Jahre der Ritterschaftsrat Ernst Friedrich von Seydlitz (1768–1829) in den Besitz, der danach in Berlin als namhafter Bildungs-Mäzen in Erscheinung trat und nach ihm benannt eine Stiftung gegründet wurde. Dann ging der Ort im Jahr 1815 an den Amtmann Ludwig Wilhelm Ferdinand Bohnstedt, der vermutlich seinen Wohnsitz in Wahlsdorf wählte. Er konnte im Jahr 1818 auf einen Branntweinbrenner, einen Brauer, zwei Gast- und Schankwirte, einen Handelsmann, einen Grützmüller, einen Schlächter, einen Stellmacher und einen Schmied mit einem Gehilfen zurückgreifen und betätigte sich selbst als Mahlmüller. Aber auch er hielt das Gut nicht lange: 1827 kaufte Christian Schwietzke das Dorf, mit Gerichtsbarkeit und Kirchenpatronat; er hatte zuvor im benachbarten Gebersdorf als Verwalter gearbeitet. In ihm standen im Jahr 1837 insgesamt 41 Wohnhäuser. Im Jahr 1840 gab es einen Schneider, einen Stellmacher, einen Müller sowie einen Schmied. Ab 1857 begann Schwietzke mit dem Anbau von Serradella und Knäuelgras, um den vorhandenen Mangel an Heu zu mindern. Sein Sohn Gustav, der mit seinem Bruder wesentliche Teile der Schulzeit auf dem Gymnasium in Torgau erlebte, führte die Versuche ab 1868 weiter. Im Dorf standen im Jahr 1858 insgesamt drei öffentliche, 41 Wohn- und 78 Wirtschaftsgebäude. Die Gemarkung war 2457 Morgen groß und bestand zu 64 Morgen aus Gehöften, 30 Morgen Gartenland, 1125 Morgen Acker, 100 Morgen Wiese, 800 Morgen Weide und 338 Morgen Wald. Im Rittergut gab es fünf Wohn- und 17 Wirtschaftsgebäude, darunter eine Brauerei, eine Brennerei und eine Zieglei. Es waar 2416 Morgen groß: 11 Morgen Gehöfte, 1075 Morgen Acker, 110 Morgen Wiese und 1120 Morgen Wald. Außerdem gab es einen Abbau Ziegelei, die ab 1885 als Wohnplatz geführt wurde. 1860 wurde Wahlsdorf preußisch. Bis zum Ende des 18. Jahrhunderts hatte Wahlsdorf zwei Mühlen, eine Brauerei, eine Brennerei, eine Schmiede und eine Ziegelei. In den Jahren 1887/1888 wurde die Dorfkirche um einen Kirchturm erweitert. Von 1899 bis 1965 verkehrte durch Wahlsdorf die Jüterbog-Luckenwalder Kreiskleinbahnen, die dort auch Halt machte. Gut Wahlsdorf war um 1900 anerkannte Ausbildungsstätte für Administratoren, Inspektoren und Verwalter.

### 20. und 21. Jahrhundert
Im Dorf standen im Jahr 1900 insgesamt 42 Häuser. Es gab drei Büdner, die 15,75 Hektar, 11,62 Hektar und 6,75 Hektar bewirtschafteten; der Gastwirt besaß 13,25 Hektar. Von den insgesamt zwölf Hufner bewirtschafteten zwei je 35,50 Hektar, zwei 34,75 Hektar, sowie 34,50 Hektar, 33,75 Hektar, 33,50 Hektar, 33,25 Hektar, 31,25 Hektar, 30 Hektar, 29,75 Hektar und 29,50 Hektar. Den beiden Kossäten standen 32,25 bzw. 25,75 Hektar zur Verfügung. Es gab einen Lehrer, einen Müller mit 1,75 Hektar sowie einen Rentner und zwei Schmiedemeister mit 2,75 Hektar bzw. 2,25 Hektar. Im Rittergut standen acht Häuser. Dort lebten neben dem Gutsbesitzer Otto Schwietzke und seine Frau Margarete, geborene Fähndrich, seinem Pächter, ein Brenner und ein Inspektor. Im Jahr 1928 wurde auch in Wahlsdorf das Gut mit dem Dorf vereinigt; Wahlsdorf wurde 1931 Landgemeinde, in der 53 Wohnhäuser mit 85 Haushaltungen standen. Das letzte für die Provinz Brandenburg offiziell publizierte Güteradressbuch weist für das Rittergut Wahlsdorf konkret 779 ha aus sowie 13 Bauernhöfe im Mittelwert um etwa 35 ha. Im Jahr 1939 gab es zwei land- und forstwirtschaftliche Betriebe mit mehr als 100 Hektar, 16 Betriebe zwischen 20 und 100 Hektar, 15 zwischen 10 und 20 Hektar, einen mit 5 bis 10 Hektar sowie elf Betriebe mit 0,5 bis 5 Hektar.
Nach dem Ende des Zweiten Weltkrieges wurden die Schwietzkes enteignet und das Land an Neu- und Altbauern verteilt. Die Fläche belief sich auf 780,9 Hektar und bestand zu 361,4 Hektar aus Acker, 3,9 Hektar Gärten, 49,9 Hektar Wiese und Weide, 323,5 Hektar Wald, 1,6 Hektar Hofräume, 1,5 Hektar Gewässer sowie 50,8 Hektar Wege und Ödland. Hiervon erhielten 18 landlose Bauern und Landarbeiter insgesamt 186 Hektar. Weitere 121,5 Hektar gingen an 20 landarme Bauern, 316,8 Hektar an 22 Umsiedler, 30,1 Hektar als Waldzulage an 19 Altbauern und 117 Hektar an die Gemeinde. Die Vereinigung der gegenseitigen Bauernhilfe (VdgB) erhielt 3,3 Hektar; der Bodenfonds 16,6 Hektar. Von 1949 bis 1993 befand sich im Gutshaus eine Schule, die in den 1970er Jahren um eine Turnhalle ergänzt wurde. Im Jahr 1950 bestand Wahlsdorf mit dem Wohnplatz Försterei. Drei Jahre später gründete sich eine LPG vom Typ I mit zunächst 5 Mitgliedern und 47 Hektar landwirtschaftlicher Nutzfläche. Im Jahr 1960 gab es eine LPG Typ III, die ein Jahr später 77 Mitglieder und 448 Hektar Fläche besaß und 1976 an die LPG in Petkus angeschlossen wurde. Die LPG Typ I besaß im Jahr 1961 mittlerweile 57 Mitglieder mit 395 Hektar Fläche und wurde 1964 ebenfalls an die LPG in Petkus angeschlossen. Im Jahr 1983 bestanden im Ort die LPG Petkus Betriebsteil Wahlsdorf, die VdgB BHG, das VEG Petkus Abteilung Kartoffelproduktion Wahlsdorf und Werkstatt Wahlsdorf. 1988 kam an der Nordseite des Gutshauses ein weiterer Anbau hinzu.
Seit der Wende wurde das Gebäude ab 1993 vom regionalen Qualifizierungsverein und als Sitz des Kultur- und Dorfvereins genutzt 1992 schlossen sich Liepe und Wahlsdorf zusammen mit weiteren 13 Gemeinden zum Amt Dahme/Mark zusammen. Zum 1. Januar 1995 bildeten die Gemeinden Liepe und Wahlsdorf die neue Gemeinde Wahlsdorf. Am 26. Oktober 2003 wurde die Gemeinde ein Ortsteil von Dahme/Mark. Das Gutshaus wurde von 1999 bis 2000 restauriert und wird seit 2010 als Jugendgästehaus genutzt. Vom ehemaligen Gutspark sind nur noch wenige Reste vorhanden.

## Bevölkerungsentwicklung
| Jahr      | 1791                  | 1801 | 1817 | 1837 | 1858       | 1871        | 1885                        | 1895                | 1905       | 1925 | 1939 | 1946 | 1964 | 1971 | 1981 |
| Einwohner | Dorf: 183 und Gut: 35 | 215  | 223  | 306  | 288 und 82 | 263 und 132 | 347 und 38 und 9 (Ziegelei) | 335 sowie 33 und 12 | 227 und 51 | 346  | 324  | 434  | 392  | 391  | 364  |

## Kultur und Sehenswürdigkeiten

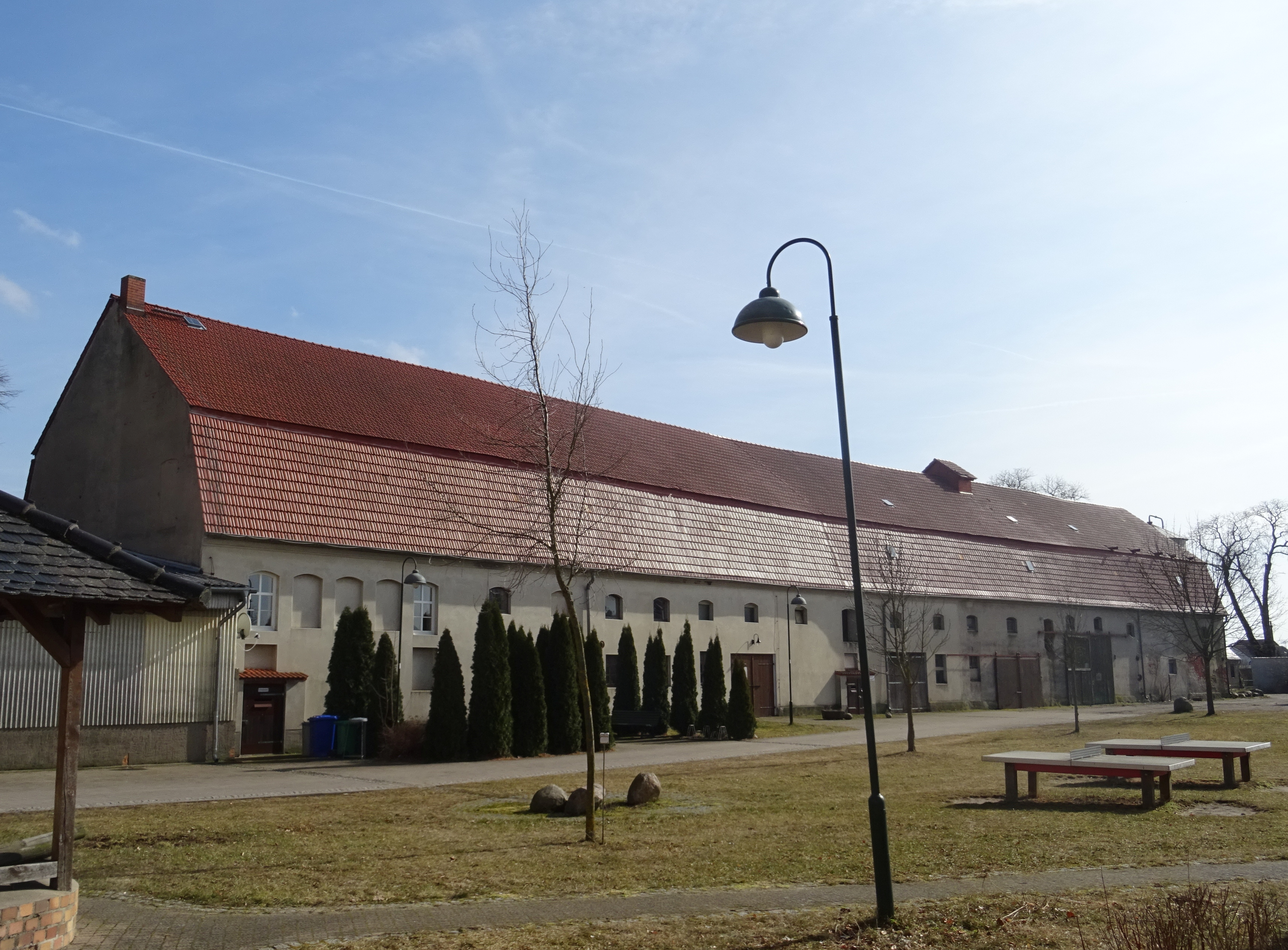
Denkmalgeschützter Getreidespeicher

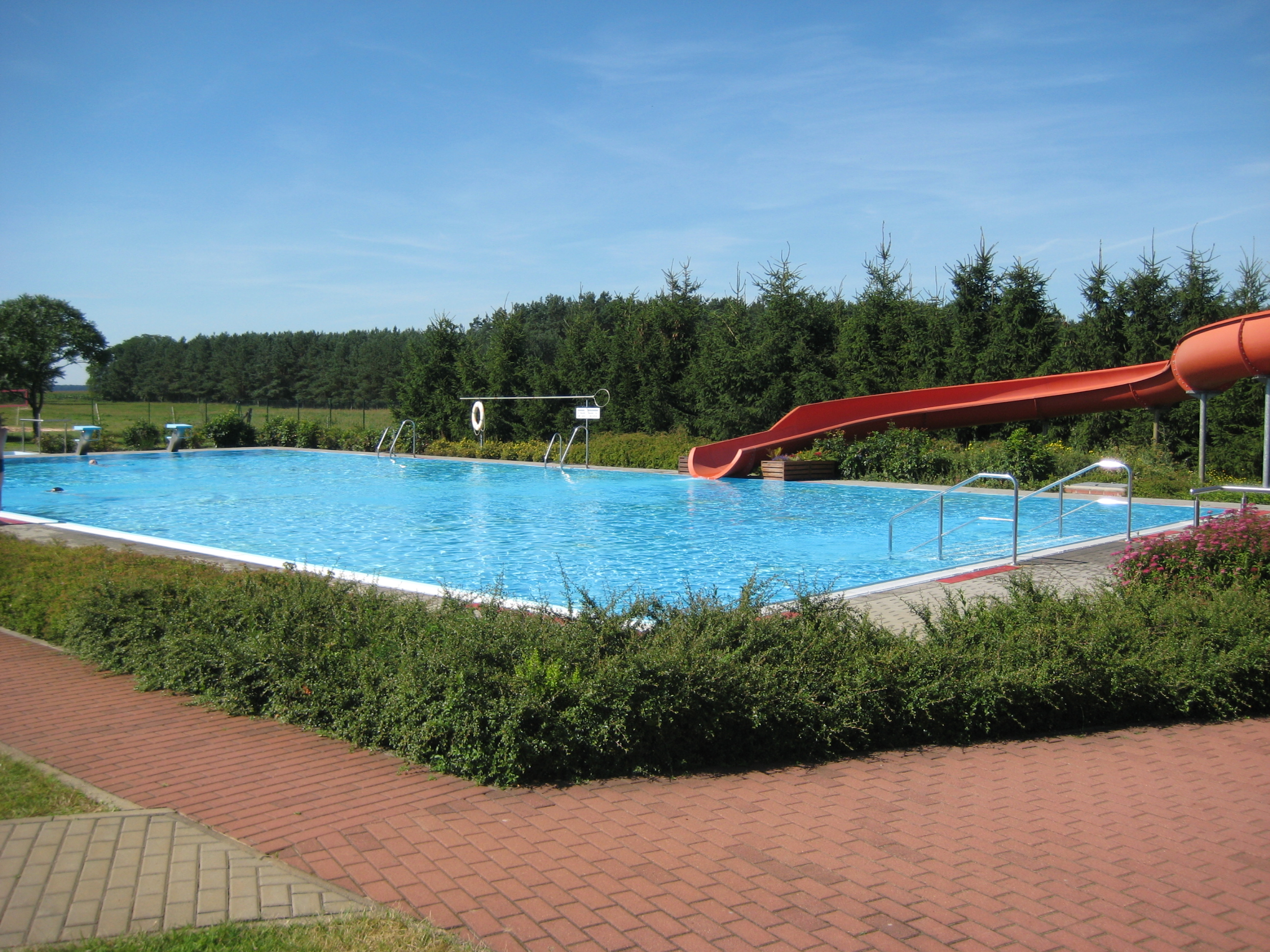
Freibad

- Die Dorfkirche Wahlsdorf ist eine spätromanische Feldsteinkirche aus der ersten Hälfte des 13. Jahrhunderts. Die Kirchenausstattung ist neugotisch.
- Gutshaus Wahlsdorf des ehemaligen Rittergutes, im Jugendstil um 1914/1915 erbaut
- Bockwindmühle
- Dorfmuseum mit dem Getreidespeicher
- Wahlsdorf verfügt außerdem über ein eigenes Freibad, welches 2005 umgebaut wurde.
- Der Ort ist an den 2002 eröffneten Fahrrad- und Skateweg Flaeming-Skate angebunden. Im Wahlsdorfer Gemeindeteil Liepe befindet sich einer der größten Reitparks der Region. Jedes Jahr finden hier Meisterschaften und internationale Vielseitigkeitsturniere statt.